# Shermine Shahrivar

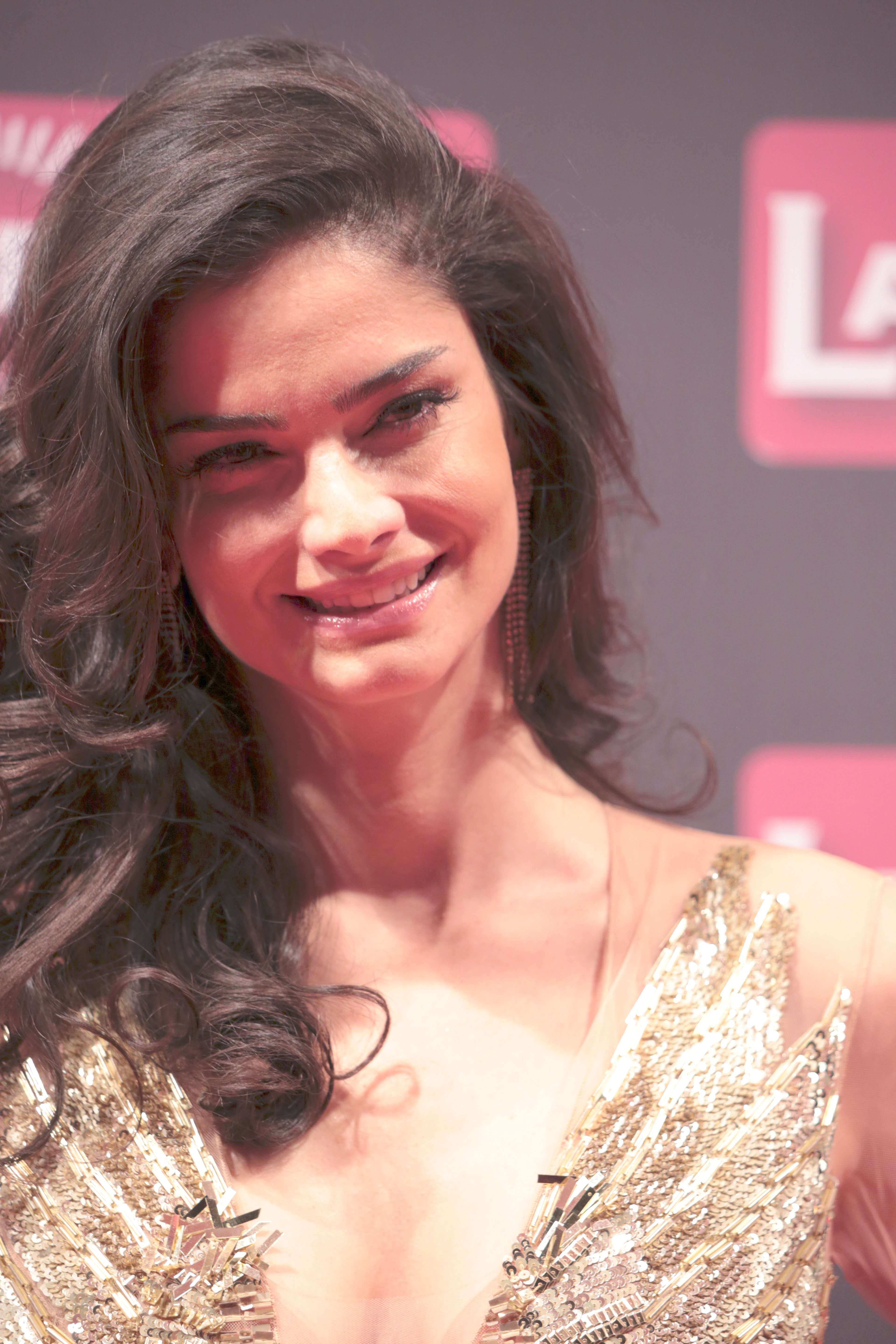
Shermine Shahrivar (2018)

Shermine Shahrivar (persisch شرمینه شهریور; * 20. November 1982 in Teheran, Iran) ist ein deutsches Fotomodell und eine Schönheitskönigin.

## Karriere
Am 17. Januar 2004 wurde die an der RWTH Aachen immatrikulierte Studentin der Politikwissenschaft in Duisburg als Miss Süddeutschland zur Miss Deutschland gekrönt.
Im selben Jahr kandidierte sie im Juni für die Miss Universe in Ecuador. Im Juli erreichte sie bei der Miss International in der Volksrepublik China das Halbfinale und wurde am 12. März 2005 in Paris zur Miss Europe gekürt.
Von Dezember 2004 bis August 2005 war sie Moderatorin von Traumpartner TV. Außerdem spielte sie 2005 in einer französischen TV-Episode sich selbst und wirkte 2006 im Video-Clip Dinle des türkischen Schauspielers und Regisseurs Mahsun Kırmızıgül mit. Seit Januar 2007 besucht sie in New York die Schauspielschule von Lee Strasberg. Des Weiteren arbeitete sie als Model für American Apparel und ist seit 2008 in verschiedenen Werbekampagnen zu sehen. Ihre Hauptagentur ist One 1 Modelmanagement mit Hauptsitz in Berlin. Seeds Media kümmert sich um ihre Schauspielkarriere und hat ihren Sitz ebenso in Berlin. 2010 posierte sie für die Oktober-Ausgabe des Playboy.
2013 und 2018 war sie in der VOX-Sendung Promi Shopping Queen zu sehen. Im November 2016 nahm sie an der Tanzshow Deutschland tanzt (ProSieben) teil.
Im September 2023 wirkte sie bei Die Verräter – Vertraue Niemandem! mit.

## Privates
Mit ihren iranischen Eltern kam sie im Alter von einem Jahr nach Deutschland, wo sie in Aachen aufwuchs. Sie spricht neben Deutsch und Persisch fließend Englisch und Französisch.
Shermine Shahrivar war 2004 für ein Jahr Lebensgefährtin des Schauspielers Ralf Bauer. Bundesweit machte sie Schlagzeilen durch eine angebliche Liaison mit Prinz Albert von Monaco. Von 2009 bis Juni 2010 war sie mit dem deutschen Schauspieler Thomas Kretschmann liiert. 2010 war sie mit dem Schauspieler Xavier Samuel in einer Beziehung, die ohne offizielles Statement beendet wurde. Ab 2012 war sie mit dem Designer Markus Klosseck zusammen und lebte mit ihm in Berlin. Anfang August 2013 brachte das Model eine gemeinsame Tochter auf die Welt. Kurz vor Weihnachten 2013 trennten sich Klossek und Shahrivar.
Im Sommer 2016 sorgte ihre viermonatige Liebesaffäre mit dem italienischen Fiat-Erben Lapo Elkann für internationales Aufsehen.